# Pelluhue
Pelluhue – miasto w Chile, w regionie Maule, w prowincji Cauquenes, nad Oceanem Spokojnym.